# 凤姓
鳳姓是一個中國人的姓氏，在《百家姓》中排名第54位。上古時代在華夏大陸的古老姓氏之一，現在屬於較罕見的姓氏。

## 源流
1. 源于远古女娲氏族部落之后，属于以图腾信仰为氏。最早的凤氏，出自远古女娲氏族部落。女娲是太昊伏羲氏的妹妹，凤姓，是人类从母系氏族社会逐渐转向父系氏族社会阶段过程中的远古传说帝王，她对人类最大的贡献，就是制定了正确的婚姻制度。女娲氏族部落以鸟为图腾，最高部落联盟首领的图腾标志就是“凤”，因此，其族人以凤为氏族部落名称，称凤氏，是非常古早的姓氏之一。
2. 源于高辛氏，出自黄帝的曾孙帝喾之后，属于以官职称谓为氏。据史籍《左传》记载：“高辛氏时，凤鸟氏为历正。凤盍以官为氏。望出平阳、邰阳。”
3. 源于姬姓，出自唐朝时期南诏国酆氏王族阁罗凤氏之后，自改为凤氏。据史籍《通志·氏族略》上记载，凤氏远祖始于周王朝时期，出自周文王的第十七子受封于酆地(今湖南永兴)，封为侯爵，称为酆侯。其子孙后代就世代以国号“酆”为氏。至唐朝时期，源出酆氏的后裔，在云南六诏时期成为白蛮大族，代表人物即为著名的阁罗凤(觉乐凤)。六诏时期，以乌蛮(东爨)蒙姓为国王，白蛮大姓(西爨)为辅佐，集合境内包括汉族在内的各民族共同组成的统一邦盟式政权组织，类似于国家。阁罗凤之父皮逻阁，出身白蛮大姓(西爨)，后在唐王朝的扶持下统一了云南六诏(蒙嶲诏、越析诏、浪穹诏、邆赕诏、施浪诏、蒙舍诏)，受唐玄宗李隆基敕封为云南王，史称南诏国。
4. 源于Vaughan姓，汉语音译简称。

## 外部連結
[在维基数据编辑]
 《百家姓》
 《欽定古今圖書集成·明倫彙編·氏族典·鳳姓部》，出自陈梦雷《古今圖書集成》